# Hans Heiss

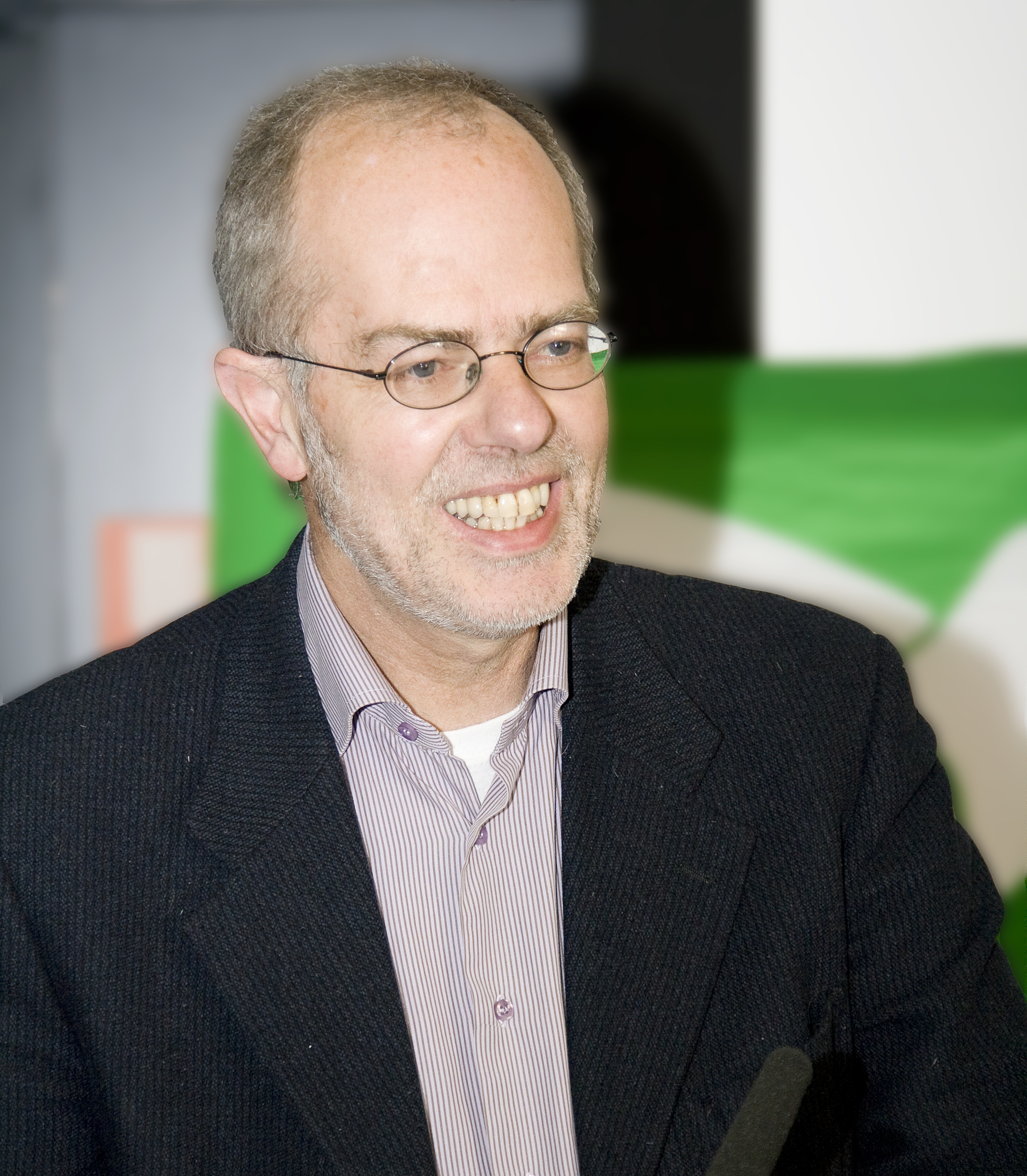
Hans Heiss bei der Landesversammlung der Grünen in Bozen, Jänner 2009

Hans Heiss (* 13. November 1952 in Brixen) ist ein italienischer Historiker und Archivar sowie Südtiroler Politiker (Grüne).

## Leben
Nach der Matura am Franziskanergymnasium Bozen studierte Hans Heiss an der Universität Innsbruck Geschichte und Germanistik. Seine Promotion erfolgte 1986 mit der Dissertation Das Gastgewerbe der Stadt Brixen 1770–1815. Von 1985 bis 1993 war er Leiter des Stadtarchivs Brixen; von 1994 bis 2003 arbeitete er im Südtiroler Landesarchiv in Bozen, ab 1996 als stellvertretender Direktor. Im Jahr 2001 erlangte er seine Habilitation. Heiss nahm Lehraufträge an den Universitäten Bari, Hildesheim, Innsbruck, Mailand und Trient wahr. Seine Forschungsschwerpunkte liegen in den Bereichen regionale Zeitgeschichte, Stadtgeschichte des 19. und 20. Jahrhunderts und Bürgertums- und Tourismusgeschichte.
Heiss ist seit 1990 Beirat der historischen Fachzeitschrift Österreichische Zeitschrift für Geschichtswissenschaften und Mitbegründer von Geschichte und Region/Storia e regione. Er arbeitete an verschiedenen Museumsprojekten mit (Touriseum, Südtiroler Landesmuseum für Kultur- und Landesgeschichte auf Schloss Tirol). Zu seinem 60. Geburtstag wurde ihm eine vom Folio Verlag verlegte, umfangreiche Festschrift gewidmet.
Neben seiner wissenschaftlichen Tätigkeit engagiert sich Heiss auch politisch. Nachdem er zunächst in der Brixner Gemeindepolitik tätig gewesen war, war er ab 2003 als Vertreter der Grünen Mitglied des Südtiroler Landtags und damit gleichzeitig des Regionalrats Trentino-Südtirol. Nach 15 Jahren als Abgeordneter zog sich Heiss 2018 aus der aktiven Politik zurück.
Heiss ist seit 2013 Mitglied der Roveretaner Accademia degli Agiati. Ende 2022 übergab er seinen Vorlass dem Brenner-Archiv in Innsbruck.

## Schriften
- als Herausgeber mit Hermann Gummerer: Brixen 1867–1882. Die Aufzeichnungen des Färbermeisters Franz Schwaighofer (= Transfer-Kulturgeschichte. Bd. 1). Folio-Verlag, Bozen u. a. 1994, ISBN 3-85256-001-2.
- mit Thomas Götz: Am Rand der Revolution. Tirol 1848/49. Folio-Verlag, Wien u. a. 1998, ISBN 3-85256-081-0.
- Grandhotel Toblach. Pionier des Tourismus in den Alpen. = Grand Hotel Dobbiaco. All'avanguardia del turismo nelle Alpi. Folio-Verlag, Wien u. a. 1999, ISBN 3-85256-130-2.
- als Herausgeber mit Helmut Flachenecker, Hannes Obermair: Stadt und Hochstift. Brixen, Bruneck und Klausen bis zur Säkularisation. = Città e principato (= Veröffentlichungen des Südtiroler Landesarchivs. Bd. 12). Athesia, Bozen 2000, ISBN 88-8266-084-2.
- Der Weg des „Elephanten“. Geschichte eines großen Gasthofs seit 1551. Folio-Verlag, Bozen u. a. 2002, ISBN 3-85256-196-5.
- als Herausgeber mit Carlo Milesi und Christine Roilo: Brixen. Band 2: Kunst, Kultur, Gesellschaft. Athesia u. a., Bozen 2006, ISBN 88-8266-164-4.
- mit Hannes Stekl: Klein- und mittelstädtische Lebenswelten. In: Helmut Rumpler, Peter Urbanitsch (Hrsg.): Die Habsburgermonarchie. 1848–1918. Band 9: Soziale Strukturen. 1: Von der feudal-agrarischen zur bürgerlich-industriellen Gesellschaft. 1: Lebens- und Arbeitswelten in der Industriellen Revolution. Verlag der Österreichischen Akademie der Wissenschaften, Wien 2010, ISBN 978-3-7001-6892-8, S. 561–619.
- als Herausgeber mit Marco Bellabarba, Ellinor Forster, Andrea Leonardi und Brigitte Mazohl: Eliten in Tirol zwischen Ancien Régime und Vormärz. = Le élites in Tirolo tra Antico Regime e Vormärz (= Veröffentlichungen des Südtiroler Landesarchivs. Bd. 31). StudienVerlag, Innsbruck u. a. 2010, ISBN 978-3-7065-4989-9.
- mit Rudolf Holzer: Sepp Innerkofler. Bergsteiger, Tourismuspionier, Held. Folio Verlag, Wien-Bozen 2015, ISBN 978-3-85256-667-2.[6]
- mit Stefan Lechner: Erich Amonn. Bürger, Unternehmer, Politiker 1896–1970: ein Porträt. Raetia, Bozen 2019, ISBN 978-88-7283-693-4.
- Die Blüten der Macht. Die Südtiroler Volkspartei zwischen Wunder und Widerspruch. Alphabeta, Meran 2022, ISBN 978-88-7223-402-0.